# Opticien

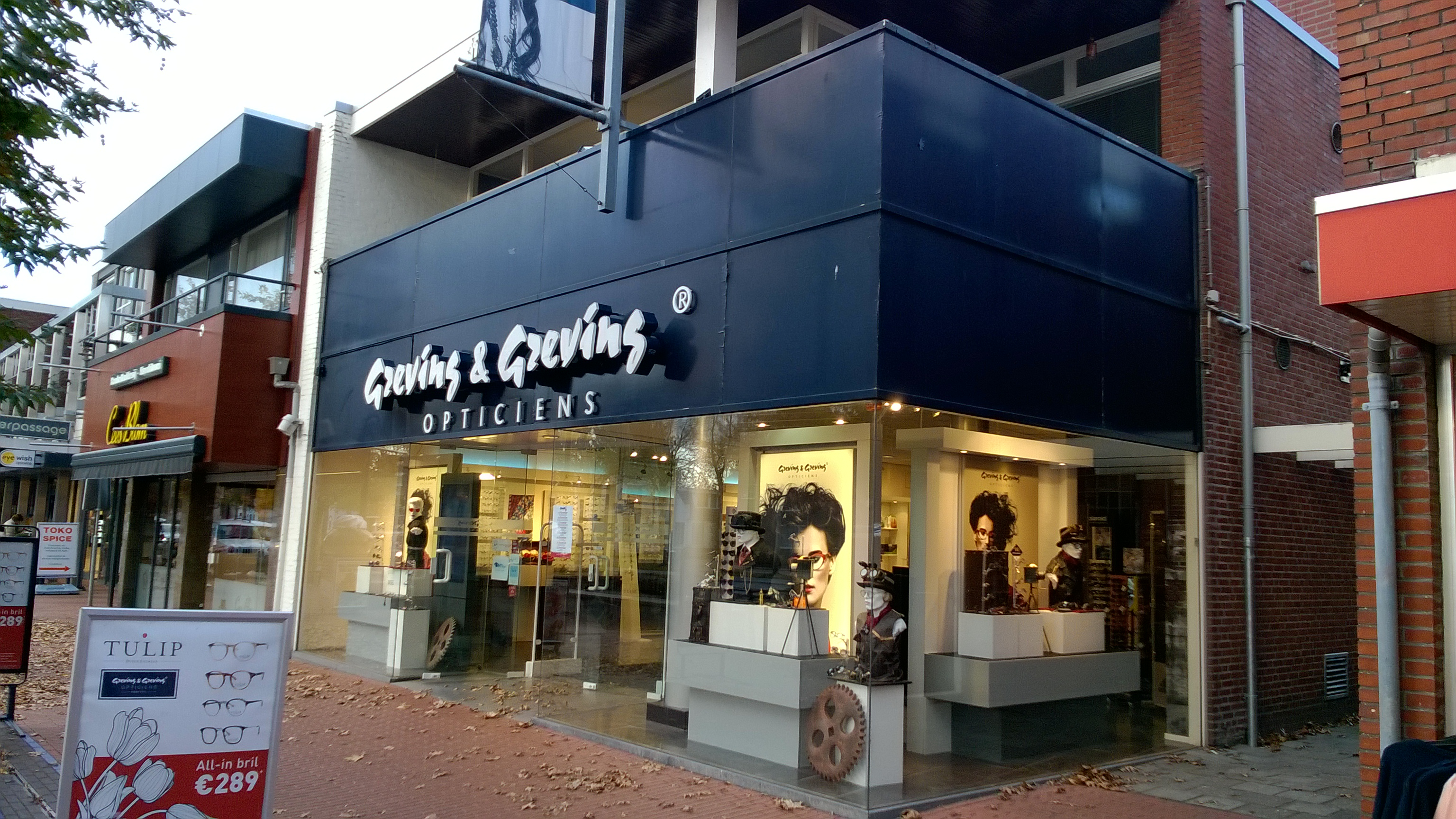
Opticienswinkel in Stadskanaal

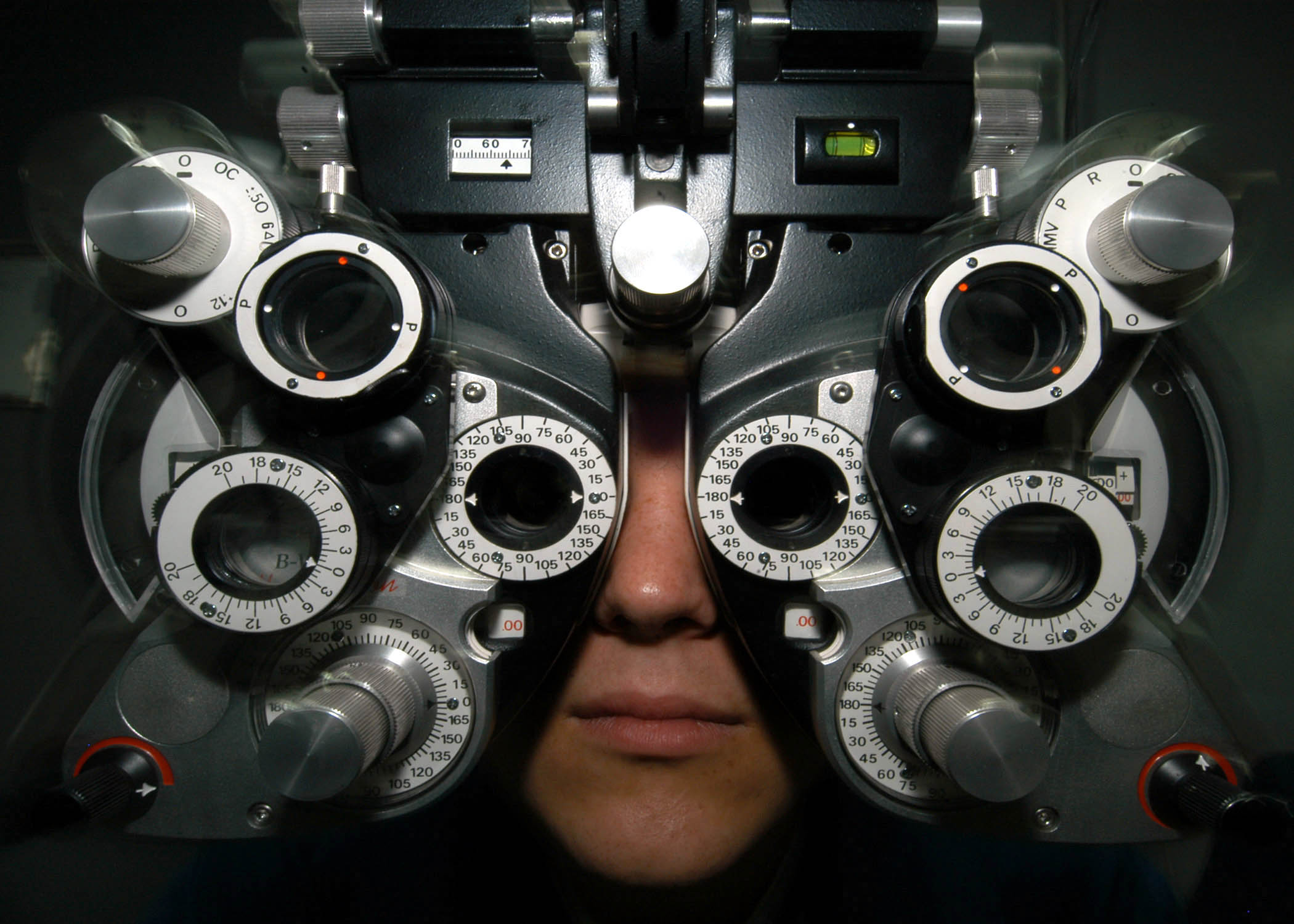
Een foropter (refractiemeter) zoals gebruikt wordt door een opticien

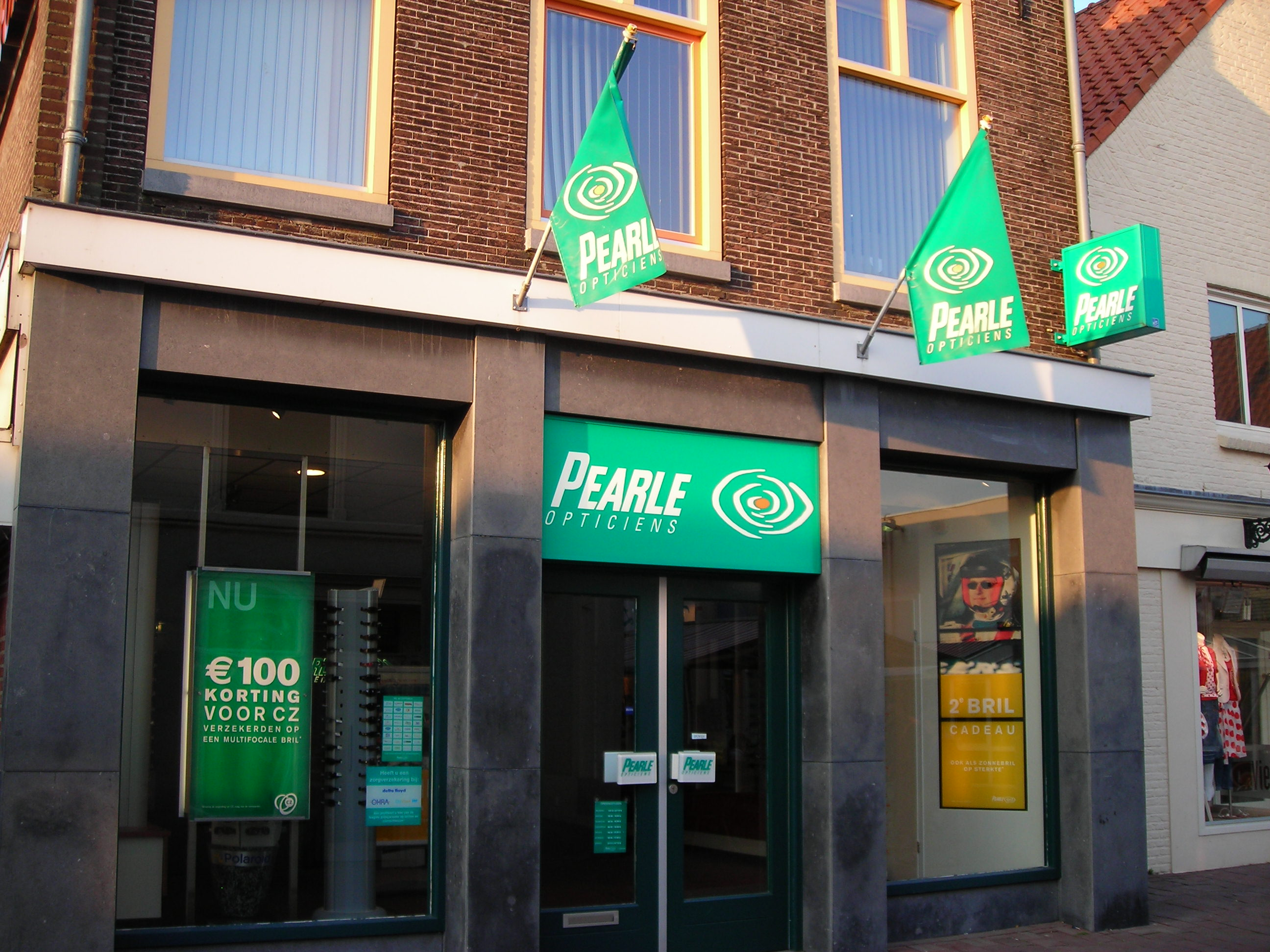
Een filiaal van de Pearle-opticienketen in Boxmeer.

Een opticien is iemand die gespecialiseerd is in het aanmeten van en adviseren over brillen, contactlenzen en andere ‘correctieve optica’. De opticien is vooral werkzaam binnen de detailhandel.

## Werkzaamheden
De voornaamste taak van een opticien binnen een brillenzaak is het meten van de refractiefouten (of gebrek eraan) van iemands ogen. Het refractioneren (opmeten van de oogfout) gebeurt meestal met behulp van een letterkaart. Een refractiefout kan dan worden verholpen met een bril of contactlenzen zodat iemand weer scherp kan zien. Afhankelijk van de optiekwinkel zal de opticien ook de glazen in een door een klant gekozen brilmontuur inslijpen. Ook optische bijartikelen zoals loepen, verrekijkers, telescopen, microscopen en niet-optische artikelen zoals barometers zijn vaak bij de opticien te verkrijgen. 
Naast het opmeten van de oogfout bestaan de taken van een opticien ook uit advies en verkoop van monturen en brillenglazen en het repareren van beschadigde monturen. Ook klanten instrueren in het gebruik van contactlenzen, evenals het controleren of het oog goed reageert op de contactlenzen behoren tot de werkzaamheden.

## Titelbescherming
- Sinds eind twintigste eeuw kent het beroep van opticien in Nederland geen titelbescherming meer, waardoor het dus is toegestaan dat niet-gediplomeerd personeel als opticien kan werken. Hetzelfde geldt voor de contactlensspecialist. Optometrist en orthoptist zijn wel beschermde titels.

- In Vlaanderen is een RIZIV-erkenning nodig om het beroep te mogen uitoefenen. De opleiding is op het niveau van het technisch secundair onderwijs ("optiektechnieken").

## Opleiding
Ondanks het feit dat er in Nederland geen titelbescherming meer actief is voor de opticien, is de opleiding tot opticien hier wel erkend door het Ministerie van Onderwijs, Cultuur en Wetenschap. De opleiding is een MBO-opleiding op niveau 4. De opleiding wordt zowel in BOL- als BBL-variant aangeboden. In 2021 wordt de opleiding aangeboden op 7 ROC's in Nederland. 

## Opticiensketens
Opticiens werken zelfstandig of ook wel in ketenverband. Hierbij zijn er dan variaties van franchiseformules of echt filiaalhouderschap mogelijk. In Nederland zijn er steeds meer opticienketens aanwezig met vestigingen door het hele land. Hierbij kan ook sprake zijn van internationaal opererende bedrijven.